# Slovenci
Slovenci, južnoslavenski narod nastanjen poglavito na području današnje Slovenije i manjim dijelom u susjednoj Italiji i Austriji. Brojnost im iznosi preko 2,1 milijun (2006.), od čega 1,72 milijuna u Sloveniji, 100 000 u Italiji, 30 000 u Austriji (bez asimiliranih), a u prekomorskim zemljama najviše ih ima u SAD-u, oko 151 000.

## Ime
Vidi još: Slaveni, Slovaci i Slovinci
Slovenci su uz Slovake i Slovince jedan od tri naroda koji su slavensko ime sačuvali kao svoje vlastito ime. U ranijim oblicima slavenski naziv javlja se u bizantskim izvorima kao Sclavi (Sklavi), a zemlje što su ih naseljavali Sclavinia (Sklavinije). Slavensko ime neki stručnjaci, na primjer profesorica povijesti Karen Carr (stručnjakinja za grčki i rimski svijet), smatraju ulazi u engleski jezik u obliku 'slave', odnosno 'rob'. Povijesnu podlogu nalaze u činjenici da je Karlo Veliki na prijelazu iz 8. u 9. stoljeće uhvatio tako mnogo slavenskih robova da je njihovo ime postao naziv za roba.

## Povijest
Slovenci su potomci starih Karantanaca, dijelova Sklava koji se pod pritiskom Avara doseljavaju do kraja 6. stoljeća iz pradomovine iza Karpata, na područje gornjeg Podravlja i Posavlja, Posočju te u Donjoj Panoniji do Balatona. Oformirali su kneževinu Karantanija. U 8. stoljeću bore se protiv Avara i Franaka, ali Karantanija ipak pada pod franačku vlast.
Velik dio povijesti Slovenci su proveli pod vladavinom Habsburške monarhije, odnosno Austro-Ugarske. U 19. i 20. stoljeću Slovenski narod se definitivno oformirao, ali je jedan velik dio germaniziran na području Koruške i Štajerske. 1918. Slovenija se pridužila Jugoslaviji, a 1991. g. je stekla neovisnost.
Povjesno, Slovenci su se uglavnom izdvajali od ostalih naroda Balkana. Ipak, jer su bili pod dugim utjecajem Austro-Ugarskog Carstva, važili su za neke od najpismenijih i najobrazovanijih Slavena, slično Hrvatima iz Slavonije te Srbima u Vojvodini, čija zemlja je bila pod direktnom upravom Mađarske krune.

## Etnografija
Slovenci uz još nekoliko susjednih skupina izvorno pripadaju alpskom kulturnom području, a regija koju naseljavaju, pretežno Slovenija i na sjever do Klagenfurta, šumoviti je planinski predio poznat po stočarstvu, ali i očuvanim životinjskim svijetom: medvjed, vuk, kozorog, svizac i divokoza. Urbana kultura počela se razvijati u zadnja dva stoljeća, a od poznatih pionira moderne slovenske i europske arhitekture je Jože Plečnik (1872.-1957.) koji je djelovao na području Beča, Praga i Ljubljane. U području Idrije očuvala se poznata idrijska čipka koju izrađuju 'klekljarice'. Najstariji zapisi o idrijskom čipkarstvu potječu s kraja 17. stoljeća. Ovim poslom počele su se baviti žene kako bi nadoknadile mala primanja svojih muževa-rudara. Čipkarstvo se razvilo u 18. stoljeću, da bi na kraju 19. stoljeća doživjelo svoj vrhunac i upoznala ga cijela Europa, Sjeverna Amerika i Argentina.

### Plesovi i narodna nošnja
Ovisno o kraju, Slovenci danas imaju očuvanih nekoliko nacionalnih nošnji koje možemo podijeliti na sljedeće: »gorenjska« u visokoj Sloveniji, »koroška« u Koruškoj, »notranjska« u unutrašnjosti, »primorska« ili litoralna, »dolenjska« ili nizinska Slovenija, »štajerska« u Štajerskoj i »prekmurje«. U većini ovih krajeva pleše se polka kao nacionalni ples.
Na području današnje Slovenije plesalo se i sviralo od prastarih vremena. Godine 1995. slovenski arheolog Ivan Turk pronašao je na području arheološkog parka Divje Babe u dolini rijeke Idrijice, možda najstarije glazbalo na svijetu. Radi se o šupljoj kosti pećinskog medvjeda dužine nešto preko 10. centimetara čija je starost procijenjena na 55 000 godina.

### Kuhinja
Od poznatijih slovenskih jela, a ima ih preko 1200, su ajdovi žganci i kolač  'potica' , u susjednom Žumberku poznat kao povitica (žumberački kruh), napunjen kremom od oraha, sira ili drugog, zarolan i ispečen, poznaju ga i Slovaci. Pod utjecajem susjednih naroda prihvatili su i jela kao što su zavitek (savijača), dunajski zrezek (bečki odrezak), te mađarski paprikaš i bograč golaž koji se od govedine, svinjetine i krumpira uz dodatak feferona, papra i paprike na svinjskoj masti priprema u kotlu.

## Istaknuti Slovenci
- Primož Trubar, protestantski reformator, autor prve slovenske tiskane knjige, 1508. – 1586.
- Ivan Vajkard Valvasor, plemić, školar i polihistor, 1641. – 1693.
- Sigmund Zois, kranjski plemić, prirodoslovac i mecena, 1747. – 1819.
- Jurij Vega, matematičar, fizičar, topnički časnik, 1754. – 1802.
- Anton Tomaž Linhart, pisac, dramatičar, povjesničar, 1756. – 1795.
- France Prešeren, pjesnik, 1800. – 1849.
- Ivana Kobilca, slikarica impresionizma i realizma, 1861. – 1921.
- Jože Plečnik, arhitekt, 1872. – 1957.
- Ivan Cankar, pisac, dramatičar, esejist, političar 1876. – 1918.
- Herman Potočnik, raketni inženjer i pionir kozmonautike, 1892. – 1925.
- Edvard Kocbek, pjesnik, pisac, esejist, partizanski borac, disident, 1904. – 1981.
- Ita Rina, filmska glumica, 1907. – 1979.
- George Dolenz, američki filmski glumac, 1908. – 1969.
- Edvard Kardelj, komunistički političar i vođa i kreator doktrine socialističkog samoupravljanja
- Boris Pahor, pisac, nominiran za Nobelovu nagradu, 1913.-
- France Bučar, političar, pravni stručnjak, autor, 1923.-
- Slavko Avsenik, skladatelj i glazbenik, 1929.-
- Jože Pučnik, intelektualac, sociolog, disident, političar, 1932. – 2003.
- Boris Podrecca, arhitekt, 1940.-
- Tomaž Šalamun, pjesnik, 1941.-
- Milan Kučan, političar i državnik, prvi predsjednik Slovenije, 1941.-
- Micky Dolenz, američki glumac, glazbenik, televizijski redatelj, radijski djelatnik i kazališni redatelj, 1945.-
- Drago Jančar, pisac, dramatičar, essejista, 1948.-
- Slavoj Žižek, filozof, 1949.-
- Janez Drnovšek, političar, predsjednik Predsjedništva Jugoslavije, premijer Slovenije i predsjednik Slovenije, 1950. – 2008.
- Danilo Türk, predsjednik Slovenije, 1952.-
- Janez Potočnik, političar, 1958.-
- Tomaž Pandur, kazališni redatelj, 1963.-
- Jan Cvitkovič, filmski redatelj, 1966.-

## Vanjske poveznice
- Klekljanje i idrijska čipka  Arhivirana inačica izvorne stranice od 23. listopada 2007. (Wayback Machine)
- The Slovenes randburg.com  Arhivirana inačica izvorne stranice od 24. srpnja 2008. (Wayback Machine)